# Liste des ateliers de fabrication de monnaies
Pour des articles plus généraux, voir Monnaie (institution) et Différent (numismatique).
La liste des ateliers de fabrication de monnaies reprend les hôtels de Monnaie, établissements officiels, passés ou actuels, qui frappent des pièces de monnaie.
Classement par pays
- Haut – A
- B
- C
- D
- E
- F
- G
- H
- I
- J
- K
- L
- M
- N
- O
- P
- Q
- R
- S
- T
- U
- V
- W
- X
- Y
- Z

## A
- Algérie
  - Hôtel des Monnaies
- Allemagne :
  - Bayerisches Hauptmünzamt à Munich
  - Hamburgische Münze à Hambourg
  - Staatliche Münze Berlin à Berlin
  - Staatliche Münzen Baden-Württemberg à Stuttgart et à Karlsruhe
  - Ancienne Monnaie à Hildesheim
- Australie : Monnaie royale australienne.
- Autriche : Monnaie autrichienne à Vienne

## B
- Belgique : Monnaie royale de Belgique (Koninklijke Munt van België) à Bruxelles

## C
- Canada :
  - Monnaie royale canadienne à Ottawa et Winnipeg
- Chili : Casa de Moneda (es)
- Chine : China Banknote Printing and Minting Corporation (en), siège principal à Beijing
- Croatie : Monnaie de Croatie (Hrvatski novčarski zavod d.o.o.) à Zagreb

## E
- Espagne : Monnaie royale dʼEspagne (Real Casa de la Moneda, litt. Maison royale de la Monnaie) à Madrid
- États-Unis :
- agence United States Mint (« Monnaie des États-Unis »)
- lieux de fabrication  : 
  - Denver
  - Philadelphie
  - San Francisco
  - West Point
- anciens sites
  - Carson City
  - Charlotte
  - Dahlonega
  - La Nouvelle-Orléans

## F
- Finlande : Rahapaja à Helsinki
- France : Monnaie de Paris à Paris et Pessac
  - Ateliers monétaires français
  - L'ancien hôtel de la Monnaie de La Rochelle.Anciens sites français :

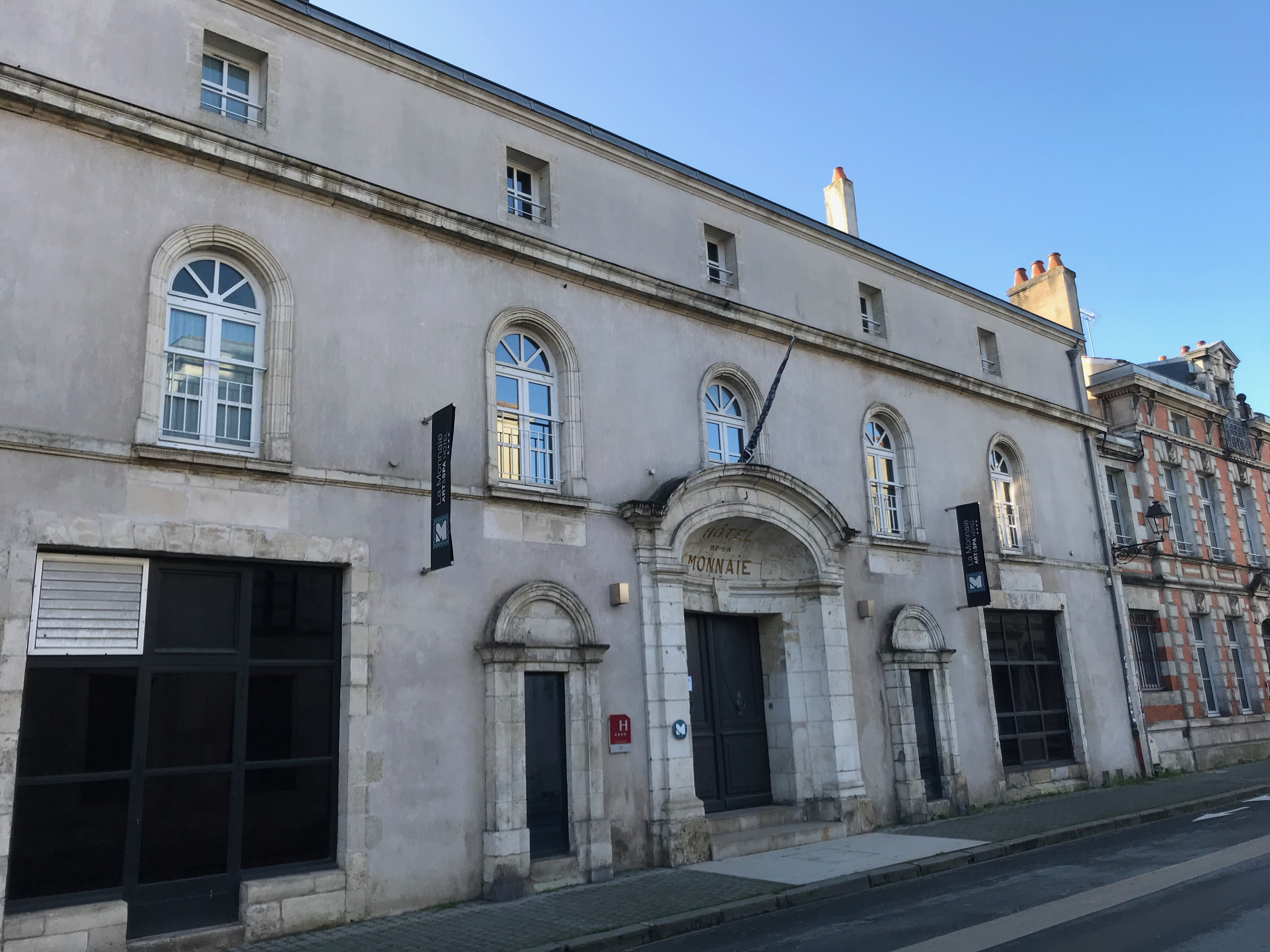
L'ancien hôtel de la Monnaie de La Rochelle.

    - l'hôtel des Monnaies en Avignon.
    - l’hôtel de la Monnaie à Caen, nom donné à une partie de l’hôtel de Mondrainville à partir du XVIIIe siècle.
    - l’hôtel de la Monnaie de Metz, datant de 1435, abrite aujourd’hui une école primaire ;
    - l’hôtel de la Monnaie de Molsheim ;
    - l’hôtel de la Monnaie à Nancy, édifié en 1721 par Germain Boffrand, abrite aujourd’hui les archives départementales de Meurthe-et-Moselle ;
    - la tour de la Monnaie à Pau (Béarn)
    - l’hôtel de la Monnaie de Pont-à-Mousson, édifice renaissance actuellement Musée au fil du papier ;
    - l’hôtel des Monnaies à Nantes ;
    - l’hôtel de la Monnaie à Perpignan ;
    - l’hôtel de la Monnaie à Périgueux ;
    - l’hôtel de la Monnaie, maison renaissance situé à Vic-sur-Seille ;
    - l'Hôtel de la Monnaie de Bordeaux
    - l'hôtel de la Monnaie de Rouen
    - l'hôtel de la Monnaie de Marseille
    - l'hôtel de la Monnaie de Nice
    - l'hôtel de la Monnaie de Lille
    - l'hôtel de la Monnaie de Strasbourg
    - l'hôtel de la Monnaie de Lyon
    - l'hôtel de la Monnaie à La Rochelle
    - L'hôtel des Monnaies est une maison de style gothique située dans la commune de Villemagne-l'Argentière (Hérault, France)
    - La Tour d'Argent de Blois.

## G
- Grèce : 
  - Monnaie à Athènes
  - Monnaie grecque à Corinthe

## H
- Hongrie : Monnaie hongroise (Magyar Pénzverő Zrt.) à Budapest

## I
- Inde : Security Printing and Minting Corporation of India (en) à Janpath, New Delhi
- Irlande : Central Bank and Financial Services Authority of Ireland à Dublin
- Italie : Istituto Poligrafico e Zecca dello Stato (« Institut polygraphique et monnaie de l'État  ») à Rome
  - Anciens sites : 
    - Zecca du duché de Parme
    - Palais du Banco di Santo Spirito (Palazzo della Zecca Vecchia), atelier des États pontificaux
    - Zecca de Venise

## J
- Japon :
  - Monnaie du Japon (造幣局) à Hiroshima (広島支局)
  - Monnaie du Japon (造幣局) à Osaka (本局)
  - Monnaie du Japon (造幣局) à Tokyo (東京支局)

## L
- Lettonie : Banque de Lettonie (Latvijas banka) à Riga
- Lituanie : Monnaie lituanienne (Lietuvos monetų kalykla) à Vilnius
- Luxembourg : Banque centrale du Luxembourg à Luxembourg

## M
- Maroc : Dar Assikah à Salé
- Mexique : Casa de Moneda de México (es) (Atelier Monétaire du Mexique) à San Luis Potosi

## N
- Norvège : Monnaie de Norvège (Det Norske Myntverket) à Kongsberg

## P
- Pays-Bas : Monnaie royale des Pays-Bas (Koninklijke Nederlandse Munt) à Utrecht
- Pologne : Mennica Polska (« Monnaie de Pologne ») à Varsovie
- Portugal : Imprensa Nacional - Casa da Moeda (« Imprimerie Nationale - Maison de la monnaie ») à Lisbonne

## R
- Roumanie : Monnaie de Roumanie (Monetaria Statului a României) à Bucarest
- Royaume-Uni : Royal Mint (« Monnaie royale ») à Llantrisant (sud du Pays de Galles)
- Russie : Monnaie de Saint-Pétersbourg

## S
- Slovaquie : Monnaie de Kremnica (Mincovňa Kremnica) à Kremnica
- Suède : Monnaie de Suède (AB Myntverket) à Eskilstuna
- Suisse : Swissmint à Berne

## T
- Tchéquie : Česká mincovna (« Monnaie tchèque ») à Jablonec nad Nisou
- Turquie : Sardes (vers - 560)

## V
- Vatican : Monnaie papale